# Парадокс Кантора
Парадокс Кантора — парадокс, сформульований Георгом Кантором (1899), який демонструє, що припущення про існування множини всіх множин, веде до протиріч. Парадокс показує недосконалість та суперечливість наївної теорії множин.

## Як виникає парадокс?
Кантор виходив з того, що кожна множина А повинна володіти деякою «потужністю». Під «потужністю» він розумів кількісну характеристику множини.
Потужність множини А Кантор позначив через {\displaystyle {\ddot {A}}}, відзначаючи двома крапками, що вона виходить в результаті подвійної абстракції: абстракції від природи елементів та абстракції від їх порядку. Множину всіх підмножин даної множини А (званих також булеаном множини А) позначено через Р (А). Кантор довів, що {\displaystyle \forall A({\ddot {A}}<{\ddot {P(A)}})}.
Розглянемо тепер множину всіх множин, назвемо її «універсумом» і позначимо через U. З наведеної вище теореми при А = U отримаємо, що {\displaystyle {\ddot {U}}<{\ddot {P(U)}}}.
З іншого боку, оскільки U — це множина всіх множин, то вона повинна володіти максимальною потужністю, і, значить,{\displaystyle {\ddot {P(U)}}<{\ddot {U}}}. Виникло протиріччя.
В уявній нерозв'язності цієї суперечності і полягає парадокс Кантора. Насправді цей парадокс все ж вирішуваний. Справа в тому, що ми неявним чином припустили, що універсум U є такою ж множиною, як і всі інші множини, і тому теж володіє деякою потужністю.
Протиріччя ж показує, що він ніякою потужністю володіти не може. Значить, універсум U множиною не є. U — це об'єкт, який належить до іншого ієрархічного рівня.